# Виридиана
„Виридиана“ (на испански: Viridiana) е испанско-мексикански филм от 1961 година, трагикомедия на режисьора Луис Бунюел. Сценарият на Бунюел в съавторство с Хулио Алехандро е по мотиви от романа „Алма“ на испанския писател Бенито Перес Галдос. В главните роли: Силвия Пинал, Франсиско Рабал, Фернандо Рей, Виктория Дзини, Лола Гаос и др.
И в този филм Бунюел продължава да си разчиства сметките с наложеното му подтисничеството в юношеството и засяга любимите си теми: сексуалния фетишизъм, инцеста, лицемерието на църквата, глупостта и самодоволството на буржоазията, оскотелия народ.

## Сюжет
Виридиана (в ролята Силвия Пинал) е послушница в манастир и се готви да приеме монашески обет, когато чичо ѝ дон Хайме (Фернандо Рей), неин единствен родственик, я кани да го посети. Тя се е срещала с него само веднъж и не изпитва желание да го направи, но игуменката на манастира я кара да се съгласи. Дон Хайме живее самотно в занемарено провинциално имение с няколко прислужници – Рамона (Маргарита Лосано), нейната дъщеря Рита и Мончо. Когато дон Хайме вижда племенницата си, той е поразен от нейната силна прилика с неговата рано починала съпруга.
В последната вечер от престоя си при него, Виридиана, благодарна за продължителната финансова помощ от чичо си, се съгласява със странното му предложение да облече сватбената рокля на съпругата му. Когато след вечеря Рамона ѝ съобщава, че дон Хайме иска да се ожени за нея, Виридиана е шокирана и чичо ѝ изглежда се отказва от тази идея. По-късно обаче Рамона тайно я упоява и дон Хайме я отнася в стаята ѝ с намерението да я изнасили, за да я принуди да се омъжи за него, но в последния момент се отказва. Въпреки това на следващата сутрин той ѝ заявява, че е „отнел девствеността ѝ“, така че тя не може да се върне в манастира. Когато тя настоява да замине, той признава, че е излъгал, оставяйки я несигурна за това какво всъщност се е случило.
Докато Виридиана се подготвя да се качи на автобуса, напускащ селото, полицаи идват да ѝ съобщят, че чичо ѝ се е обесил, оставяйки наследството си на нея и на своя незаконен син Хорхе (Франсиско Рабал). Потресена от случилото се, Виридиана решава да не се връща в манастира. Вместо това тя събира група бедняци и просяци, настанява ги в една от сградите в имението и се посвещава на тяхното морално възпитание. Отвратен, Мончо напуска. Междувременно Хорхе, енергичен и прагматичен млад мъж, се настанява в къщата със своята приятелка Лусия, и се заема да възстанови занемареното имение и стопанството му. Не след дълго Лусия, отегчена от провинциалния живот и съмняваща се в чувствата на Хорхе към нея, си заминава, а Хорхе започва връзка с Рамона.
Когато Виридиана и Хорхе напускат имението за два дни по работа, бедняците нахлуват в господарската къща. Първоначално те искат само да разгледат, но изправени пред необичайното за тях изобилие скоро се превръщат в пияна бунтовна тълпа, пируваща под звуците на Хенделовата „Месия“. В разгара на пиршеството те позират около масата за предполагаема снимка, на която наподобяват фигурите от Леонардовата „Тайна вечеря“.
Собствениците се завръщат неочаквано късно вечерта и заварват дома си опустошен. Повечето бедняци се измъкват и разбягват, но двама са твърде пияни, сбиват се с Хорхе и го зашеметяват и връзват. След това се опитват да изнасилят Виридана, но свестилият се Хорхе успява да подкупи единия бедняк, за да убие другия. След това пристига полицията, извикана от Рамона.
След инцидента Виридиана цялостно преосмисля светогледа си, докато малката Рита изгаря трънения венец, който е използвала в молитвите си. Късно вечерта Виридиана чука с разпусната коса на вратата на спалнята на Хорхе, но заварва там Рамона и се опитва да си тръгне. Хорхе обаче ѝ казва, че те просто играят карти и я убеждава да се присъедини към тях с думите: „Знаеш ли, първият път, когато те видях, си помислих – братовчедка ми и аз накрая ще размесваме тестето заедно“.

## Финал
В първоначалния вариант на филма във финалната сцена Виридиана чука на вратата на братовчед си, той ѝ отваря и затваря вратата след нея. Испанската цензура се противопоставя на този финал, виждайки в него прекален сексуален подтекст. Бунюел се съгласява да промени финала и новият му вариант е приет от цензурата, въпреки още по-провокативния сексуален мотив.

## В ролите
| Изпълнител       | Роля      |
| ---------------- | --------- |
| Силвия Пинал     | Виридиана |
| Франсиско Рабал  | Хорхе     |
| Фернандо Рей     | дон Хайме |
| Маргарита Лосано | Рамона    |
| Виктория Сини    | Люсия     |
| Тереса Рабал     | Рита      |

## Награди и номинации
- 1961 Печели Награда „Златна палма“ на филмовия фестивал в Кан.